# Metrobates hesperius
Metrobates hesperius är en insektsart som beskrevs av Philip Reese Uhler 1871. Metrobates hesperius ingår i släktet Metrobates och familjen skräddare.

## Underarter
Arten delas in i följande underarter:
- M. h. depilatus
- M. h. hesperius
- M. h. ocalensis